# 3-Way (The Golden Rule)
A 3-Way (The Golden Rule) a paródiáiról ismert amerikai The Lonely Island együttes dala, amelyben közreműködik Justin Timberlake és Lady Gaga is. A dalt a Saturday Night Live 2011. május 21-én sugárzott epizódjában mutatták be, amelyben Timberlake és Gaga voltak a műsor házigazdái és zenei vendégei egyaránt. Három nappal televíziós bemutatása után, május 24-én digitális kislemezként is megjelentették. Az R&B stílusba sorolható dalt Andy Samberg, Akiva Schaffer, Jorma Taccone, és Timberlake szerezték, míg a produceri munkát a The Futurics végezte Asa Taccone illetve Ryan & Smitty segítségével. Samberg és Timberlake idegesek voltak, mikor elárulták Gagának a szám mögötti elképzelést, aki először nem értette benne a humort.
A videóklip, amelyet szintén az említett epizódban adtak le, a Motherlover kisfilm folytatása, amelyben Samberg és Timberlake újból felveszik a jelenetben megismert szerepüket, és arról énekelnek, hogy Gagával hármasszexben vegyenek részt. A dal és a tréfás jelenet pozitív kritikusi fogadtatásban részesült, és az epizód egyik legviccesebb pillanatának nevezték. A 3-Way (The Golden Rule) Emmy-jelölést kapott „Legjobb eredeti zene és dalszöveg” kategóriában, de végül ugyanezen SNL epizódból egy másik dal került ki győztesen.

## Háttér és kompozíció
Mikor bejelentették, hogy Justin Timberlake 2011. május 21-én ismét házigazdája lesz a Saturday Night Live-nak, több médiaforrás is azt kezdte találgatni, hogy vajon a férfi és Samberg ismét felveszi-e majd a Dick in a Box és a Motherlover-ben megismert szerepüket. A találgatások tovább folytatódtak, mikor a TMZ fotókat mutatott be arról, hogy Timberlake és Samberg videóklipet forgat, ráadásul ugyanolyan öltönyökben, mint amilyenekben a Dick in a Box-nál is láthatóak voltak. A 3-Way szövegét május 19-én szerezték, majd a dalt és a videóklipet május 20-án vették fel. A dal ütemét a The Futurics készítette Ryan & Smitty illetve Asa Taccone segítségével. The beat of "3-Way" is by The Futuristics with Ryan & Smitty and Asa Taccone.
A dal mögötti elképzelés az, hogy az 1990-es évek eleji popzenei duó tagjai (Samberg és Timberlake) abba a helyzetbe kerülnek, hogy hármasszexbe invitálja őket „a lány, akivel a Payless ShoeSource-ban ismerkedtek meg”. A szóban forgó lányt alakító Lady Gaga elismeri, hogy „a legtöbb pasi nem bolondozik egymással”, de a két férfi erre azt feleli, hogy „a hármasszex nem meleg”, és követniük kéne az „Aranyszabályt”. A dalban egyértelmű utalások találhatóak a Three's Company című szituációs komédiára. Gaga egy interjúban elárulta, hogy Samberg és Timberlake meglehetősen idegesek voltak, amikor felkérték, hogy vegyen részt a dalban:

„Azt kívánom, bár lefilmezték volna a színfalak mögött, mikor Justin és Andy Samberg egyszerre próbálták nekem elmondani az elképzelést, és mindketten fulladoztak a nevetéstől, ahogy jöttek be. Justin azt mondta, hogy 'Ööö szóval ööö, van egy ötletünk egy jelenetre, és ööö hát, nem vagyok én ebben jó, majd Andy elmondja neked.' Aztán odajött Andy és azt mondta, 'Hát ööö bla bla, van ez az ötletünk egy jelenetre.' Aztán végül mindketten odajöttek, és elmondták nekem a történetet, én meg mondtam, hogy 'Srácok, értem.' Ők erre: 'Mi tényleg bírjuk egymást.'”

## Kritikusi fogadtatás
A kritikusok pozitív visszajelzéseket tettek a dallal és a jelenettel kapcsolatban. Matt Donnelly a Los Angeles Times-tól dicsérte a jelenetet, és azt írta: „Timberlake és Samberg szándékosan egy giccses R&B komikumot dolgoztak ki kacagtató eredményekkel.” Ken Tucker az Entertainment Weekly-től a következőket fűzte hozzá a jelenethez: „A régi vágású rap betétek kifogástalanok voltak, mint mindig”. Ennek ellenére bizonytalan volt a dal szövegének szándékával kapcsolatban. „Megelőlegezem nekik [a The Lonely Island-nek] a bizalmat, hogy a dalszöveg egy szatíra volt arról, hogy valaki fél attól, hogy meleg,” folytatta értékelésében. A Time magazintól Nick Carbone „mulatságosnak” nevezte a jelenetet, és dicsérte Gaga színészi készségét amit a jelenetben, illetve az egész SNL epizód során felmutatott. A The Hollywood Reporter kritikusa Aaron Couch azt írta, hogy a jelenettel „Justin Timberlake és Andy Samberg lehet, hogy felülmúlták az Emmy-díjas Dick in a Box című kisfilmüket.” Alla Byrne a People magazintól, és a Wall Street Journal munkatársai egyaránt az epizód legviccesebb pillanatai között tartották számon a jelenetet. A 3-Way (The Golden Rule) jelölést kapott „Legjobb eredeti zene és dalszöveg” kategóriában a 63. Emmy-díjátadó gálára, azonban veszített a Justin Timberlake Monologue című dallal szemben, amely ugyanezen SNL epizódban kapott helyet.

## Videóklip
A 3-Way (The Golden Rule) videóklipjét 2011. május 20-án forgatták, azon a napon, amikor a dalt is felvették, majd pedig május 21-én mutatták be a Saturday Night Live műsorában. Timberlake és Samberg a Dick in a Box és a Motherlover című jelenetekből megismert karaktereik szerepében tűnnek fel. A 3-Way a Motherlover jelenet folytatása. A klip úgy kezdődik, hogy a duó tagjai egymás édesanyjának házából lépnek ki (Patricia Clarkson és Susan Sarandon játssza az édesanyákat). Timberlake és Samberg üdvözlik egymást, majd egyszerre azt mondják, hogy „Üdvözöl az édesanyád. Jinx!”. Ezután a város különböző pontjain láthatjuk őket, amint a dal bevezetőjét éneklik (a „yeah yeah yeah” szövegrészletet ismételgetik). Timberlake arról kezd énekelni, hogy a múlt héten a Payless ShoeSource boltban megismert lánnyal szexrandira készül, miközben Samberg szintén hasonló terveket oszt meg „csinibabáról”, aki „szereti ahogy a csizmáján kopog”. Ezután útra indulnak, de megegyeznek, hogy néhány óra múlva újra találkoznak egymással. Ezután mindketten Gaga lakása előtt láthatóak, ahol kiderül, hogy mindketten vele készültek szexelni, de nem tudták egymásról, hogy a másik is pontosan erre készül. Gaga elmagyarázza, hogy azért hívta meg mindkettejüket, mert hármasszexet szeretne velük. Ebbe ők gyorsan bele is egyeznek, felidézve az „aranyszabályt”, miszerint „a hármasszex nem meleg”. Később Gaga egy tányér gabonapehellyel a kezében visszamegy a hálószobába, ahol Timberlake-et és Samberg-et együtt találja a takaró alatt; látszólag észre sem vették, hogy a lány már nem volt ott.

## Megjelenési forma és számlista
- Digitális letöltés

1. 3-Way (The Golden Rule) – 2:51

## Slágerlistás helyezések
| Slágerlista (2011)                       | Legjobb helyezés |
| ---------------------------------------- | ---------------- |
| Dél-koreai nemzetközi kislemezlista      | 13               |
| USA Bubbling Under Hot 100 Singles lista | 3                |

## Fordítás
- Ez a szócikk részben vagy egészben  a(z)   3-Way (The Golden Rule) című angol Wikipédia-szócikk fordításán alapul.  Az eredeti cikk szerkesztőit annak laptörténete sorolja fel. Ez a jelzés csupán a megfogalmazás eredetét és a szerzői jogokat jelzi, nem szolgál a cikkben szereplő információk forrásmegjelöléseként.